# Jaroslav Balík
Jaroslav Balík (23. června 1924 v Praze – 17. října 1996 v Praze) byl český scenárista, režisér a filmový pedagog.
U československého filmu začínal po druhé světové válce v různých asistentských funkcích. Zároveň s tím studoval na pražské FAMU, kterou dokončil v roce 1952. Po ukončení školy působil jako asistent režie a pomocný režisér, od roku 1957 pak jako samostatný režisér. V letech 1973 až 1990 vyučoval na pražské FAMU.
Hned na počátku své kariéry natočil dodnes poměrně ceněný film Bomba, známý je i snímek z roku 1962 Blbec z Xeenemünde z Václavem Sloupem v hlavní roli, poněkud pozapomenuta zůstala česká filmová komedie Slečna Golem z roku 1972 v Janou Brejchovou v hlavní roli.
Z televizní tvorby na počátku 70. let patří mezi jeho nejznámější díla Případ Mauricius z roku 1970, televizní film Romeo a Julie na konci listopadu a milostný film Milenci v roce jedna s Martou Vančurovou a Viktorem Preissem v hlavní roli.
Úspěch zaznamenaly i další celovečerní filmy Jeden stříbrný z roku 1976, Stín létajícího ptáčka z roku 1977 a snímek Konečná stanice z roku 1981.

## Společenské funkce
- 1977–1989 místopředseda Svazu dramatických umělců

## Filmografie

### Film
- 1987 Narozeniny režiséra Z. K.
- 1985 Experiment Eva
- 1984 Atomová katedrála
- 1982 Šílený kankán
- 1981 Konečná stanice
- 1980 Rytmus 1934
- 1979 Hordubal
- 1978 Já jsem Stěna smrti
- 1977 Stín létajícího ptáčka
- 1977 Zrcadlení
- 1976 Jeden stříbrný
- 1974 V každém pokoji žena
- 1973 Milenci v roce jedna
- 1972 Slečna Golem
- 1968 Ta třetí
- 1967 Jak se krade milión
- 1964 Pět hříšníků
- 1962 Blbec z Xeenemünde
- 1962 Tarzanova smrt
- 1961 Reportáž psaná na oprátce
- 1959 Zkouška pokračuje
- 1957 Bomba

### Televize
- 1977 Tichá voda
- 1974 Kosmas a paní Božetěcha
- 1973 Adam a Gabriel
- 1971 Romeo a Julie na konci listopadu
- 1970 Kouzelný dům
- 1970 Príbehy z lepšej spoločnosti
- 1970 Případ Mauricius